# Actinotus paddisonii
Actinotus paddisonii är en växtart i släktet Actinotus och familjen flockblommiga växter. Den beskrevs av Richard Thomas Baker 1905.
Arten förekommer i östra Australien.